# المؤتمر الأول لرؤساء القضاء ورؤساء المحاكم العليا للدول الإفريقية

شعار المؤتمر الأول لرؤساء القضاء ورؤساء المحاكم العليا للدول الافريقية

لقد قاومت الدول الأفريقية عبر التاريخ الرقابة القضائية المتجاوزة للحدود الوطنية لسيادة تلك الدول. لقد كان اتخاذ الميثاق الأفريقي لحقوق الإنسان والشعوب وإنشاء المحكمة الأفريقية لحقوق الإنسان والشعوب طبقاً لميثاق عام 1987 بمثابة العلاقة التي أبرزت تنقيطاً محدداً على تلك السيادة. إن الدول الأفريقية في أعقاب العقود الماضية تمكنت من تطوير رقابة قضائية هائلة تتجاوز الحدود الوطنية، وإن كانت لا تزال خجولة. وبسبب هذا التطور، فإن معظم الدول الأفريقية اليوم طرفاً في آلية أو أكثر من آليات الرقابة القضائية المتجاوزة لحدود الدول الأفريقية.

## حول المؤتمر

Blank Map-Africa

إيمانا منا بالدور الريادي الذي يحققه القضاء الأفريقي بصفة عامـة والقضاء السوداني بـوجه الخصوص، تـعزيـزا للسـلام والأمـن والاستتقـرار في القارة الأفريقية وفـقا للميثاق الأفريـقي لحقـوق الإنـسان والـشعوب والمواثـيق ذات الصـلة. بـادرت السلطة القضائية السودانية في 16 يونيو 2016م وبمبـاركة كريمة من رئاسة الجمهورية باستضافة مؤتمر رؤساء القضاء ورؤساء المحاكم العليا بأفريقيا كأول مبـادرة لاجتمـاع قضـائي للقـارة الأفريـقية بمدينة الخرطوم  في الفترة بين 2 الي 4 ابريل للعام 2017م. وذلك، تقوية لأواصر الإخاء وإعزازا للانتماء الأفريقي وإحقاقا للعدالة الأفريقية. وهكذا فأنه لم يعد ممكناً أن ننظر إلى فكرة المحكمة الأفريقية القارية غير أنها فكرة قد حان آوى نها، فأنه يوجد الكثير الذي يمكن للمحكمة الأفريقية القارية إن تضيفه للأنظمة القضائية الأفريقيـة السـائدة وأنه في إمكـان دولـنا المسـاهـمة بخـبرات محاكـمها وهيـئاتها القـضائـية الإقـليمية في ذلك.تـوجد مجـموعة من العـوامل والاعتبـارات المتحفزة للدول الإفريـقية كي تـسعى بـقوة نـحو التـكامل القـضائي، ومن أبرز هذه العوامل:
1. التقارب الجغرافي: الغالبية العظمى ـ إن لم تكن كافة دول القارة ـ لا تفصل بينها حدود طبيعية، بل هي في أغلبها الحدود الهندسية التي وضعها الاستعمار.
2. تشابه النظم السياسية
3. وجود رأى عام مشجع لعملية التكامل القضائي: حيث تتعطش الشعوب الإفريقية إلى أي خطوة تجمعها أو تقربها من بعضها بعضا.
4. وجود تجانس ثقافي: خاصة بعد ظهور وشيوع [ثقافة] الفضائيات وشبكة المعلومات الدولية (الإنترنت).
5. الاشتراك في التطور التاريخي والاجتماعي فقد عانت كافة الدول الإفريقية من الاستعمار ومن الصعوبات الاقتصادية في الفترة التالية على الاستقلال، ومن تراكم الديون ومن سلبيات التبعية الاقتصادية لدول الاستعمار السابق كما تشترك جميعها في الاهتمام بتجنب الآثار السلبية للعولمة ومحاولة إظهار الاهتمام بحقوق الإنسان وسيادة القانون والشفافية والمساءلة (المحاسبية).

## الإحصاءات
1. عدد الدول الأفريقية التي وجهت إليها الدعوة 52 دولة
2. عدد الدول التي أكدت بالحضور 34 دولة
3. عدد الدول التي اعتذرت (1) جنوب أفريقيا "ارتباط رئيس قضائها ببرنامج مسبق"
4. عدد المشاركين في المؤتمر 102 قاضي وقاضية من أفريقيا. ===
5. كما تم دعوة ضيوف شرف من الدول الصديقة والشقيقة لهذا المؤتمر وهم:
  1. صاحب السعادة. معالي. زاهو شنغ. رئيس القضاء ورئيس محكمة الشعب العليا - لجمهورية الصين الشعبية
  2. معالي. بروفيسور. محمد حتا علي. رئيس القضاء ورئيس المحكمة العليا لجمهورية اندونيسيا## السيد / جاغديش غاندي. مؤسس مدارس ستي منتسوري لكناو – الهند
  3. السيد / بروفيسور سانديب سرفيستا. منسق مؤتمر رؤساء القضاء في العالم - لمدارس ستي منتسوري لكناو – الهند
  4. ج‌- السيد / عبد الرحمن الصلح. الأمين العام. للمركز العربي للبحوث القانونية والقضائية [7]

### ضيوف شرف سياديين.
1. رئيس الاتحاد الأفريقي. ألفا كوندي. رئيس غينيا كوناكيري
2. مفوضية الاتحاد الأفريقي. السيد.موسي الفكي

وعلي هامش فعاليات المؤتمر.
هنالك الندوة الكبري عن (أفريقيا المحكمة الجنائية الدولية الدروس المستفادة): يتحدث فيها:
- الدكتور. كوارير سنقوي. مكتب نائب الرئيس كينيا.
- بروفيسور /ماشيلو هاسونقا. أستاذ القانون الدولي. جامعة بريتوريا. جنوب افريقيا
- دكتور. دونكان اجوان. عميد جامعة القانون في نزريت. كينيا
- بروفيسور. الاكسندر ميزيافيز عضو الرابطة الدولية لمحامي الدفاع أمام المحكمة الجنائية الدولية ليوغوسلافيا السابقة. روسيا
- الدكتور. ديفيد هويلي.خبير ومحاضر القانون الدولي. من بريطانيا

## أهداف المؤتمر
1. المبادرة لتشكيل تحالف قضائي أفريقي فاعل.
2. التعاون المشترك لمحاربة الجرائم المنظمة والجرائم العابرة للحدود.
3. التنسيق المشترك في المحافل القضائية الدولية.
4. تبادل الخبرات بين الأنظمة القضائية في أفريقيا.

### محاور المؤتمر
1. أولاً: النظام القضائي وآليات تطويره.
2. ثانياً: استقلال القضاء في ضوء التجارب الأفريقية.
3. ثالثاً: التجربة الأفريقية في حل النزاعات بالوسائل البديلة
4. رابعاً: ما يستجد من موضوعات.